# Grad Slivnica
Graščina in dvorec Slivnica oz. Grad Slivnica (nemško Schleinitz) je grad v nižinskem delu Črete v občini Hoče-Slivnica.

## Zgodovina
Za prednika graščine štejemo dvor, ki ga je leta 1428 zapisal Friderik s Kleka svoji ženi Marjeti. Leta 1443 je Friderik dobil v najem dvor, vas zraven in vse druge malenkosti. Arheologi so tu leta 1910 našli ostanke pet metrov globokega obrambnega jarka, ki je varoval grajsko kopo, na njej so naleteli na ostanke zidovja, živalskih kosti in keramike. Dvor Slivnica je leta 1493 s Hrvaškega priseljeni Jurij Kolonič pozidal, ker je bil razdejan v vojskah. Leta 1480 se je sem preselil in si tu pozneje pridobil dediščino hčera Hansa s Kleka (Friderikovega sina). Graščino in posest so za njim podedovali njegovi sinovi. Skromno zasnovo je eden od Koloničev leta 1582 prezidal v štiritraktno graščino, utrjeno s štirimi okroglimi stolpi in obrambnim vodnim jarkom. Adam Kolonič in njegova soproga Johana (rojena baronica plemenita Stadl), sta Slivnico leta 1608 prodala Herbersteinom, ti pa so jo obdržali do leta 1738, nato pa skupaj s Framom prodali grofu Francu Ludviku plemenitemu Knuenburgu. Njegovi poznejši lastniki so še bili knez Stanislav Poniatowsky, grof Klemens Brandis, ki je graščino leta 1862 prezidal v dvorec, ji dal sedanjo neogotsko podobo in postavil kapelo, leta 1880 Herman Pauls, okoli 1900 pa Karel Rudnicki, po letu 1906 in med obema vojnama pa grof Franc Schenborn iz Starega Futoka pri Bački. V gradu je do leta 1990 deloval tudi vzgojni zavod Slivnica, ki je zdaj že v novih prostorih.  Danes je grad v lasti ministrstva za šolstvo in šport.

## Zgradba
Dvorec oblikujejo štirje nadstropni trakti s štirimi stolpiči na vogalih, ki obdajajo pravokotno dvorišče. Prvi severovzhodni je malone dvakrat višji od stavbe, ter okrašen s konzolnim balkonom in razgledno teraso na vrhu. Dva stolpa segata do kapi, ki jo presegata s svojo krono. Četrti je za nadstropje nižji in urejen kot razgledna terasa. Zunanjost dvorca je razčlenjena z neogotsko obliko oken. Na južni strani dvorca stoji in je preko balkona povezanana neogotska kapela oz. zadnjega lastnika grofa Klemensa Brandisa. Kapelo je leta 1862 posvetil škof Anton Martin Slomšek. Notranjščina stavbe je tako kot njena zunanjščina neogotska. Vhodna avla je obokana, obok sloni na profiliranem snopu, obočne kape pa so opremljene s tankimi rebri, tla pa so iz marmorja. Iz pritličja vodi v nadstropje marmorno stopnišče, ki ga spremlja klesana ograja z neogotskim motivom. V notranjščini je več opremljenih reprezentančnih prostorov. Gosposka soba ima rezljane neogotske stenske obloge in bogato profiliran portal s sočasnimi vratnicami . V nadstropju je več vrat z neogotskim motivom in sočasno rezljanimi supraportali, v več sobah je na stropovih štruk iz časa regotizacije stavbe oz. gradu. V kleti vzhodnega krila je ohranjen pozgotski pazduhasti portal s posnetim rebrom, v pritličnem in kletnem delu stolpa naletimo na renesansni zvezdast obok, nad čelom renesančno profiliranega na terasi jugovzhodnega stališča z neogotsko ograjo je vzidana heraldična plošča iz leta 1582 z grbom Koloničev in Wagnov-Wagensberških. Stavbo obdaja park, sredi katerega stoji kamnit baročni kip svetega Janeza Nepomuka.